# Loretta Dorman
Loretta Dorman (23 juli 1963) is een Australisch hockeyster. 
Dorman werd in 1988 met de Australische ploeg olympisch kampioen.

## Erelijst
- 1984 – 4e Olympische Spelen in Los Angeles
- 1987 –  Champions Trophy Amstelveen
- 1988 –  Olympische Spelen in Seoel
- 1991 –  Champions Trophy Berlijn